# Auguste Rateau
Auguste Camille Edmond Rateau, född 13 oktober 1863 i Royan, död 13 januari 1930 i Neuilly-sur-Seine, var en fransk ingenjör.
Rateau konstruerade en mängd för storindustrin viktiga maskiner, särskilt hans ångturbin och ångackumulator. Han blev ledamot av Institut de France 1918. 